# フィオレンツァ・コッソット
フィオレンツァ・コッソット（Fiorenza Cossotto, 1935年4月22日 - ）は、イタリアのオペラ歌手。
クレシェンティーノ出身。トリノ国立音楽学校を最優等で卒業。1955年にミラノ・スカラ座にデビューし、1964年にアメリカ合衆国デビューを果たした。ヴェルディの歌劇『マクベス』の録音ではマクベス夫人の歌唱によってゴールド・ディスクを授与されている。
『アイーダ』のアムネリス役、『仮面舞踏会』のウルリカ役、『カヴァレリア・ルスティカーナ』のサントゥッツァ役および『カルメン』のタイトル・ロールを得意とした。
日本には、1971年の第6次NHKイタリア歌劇団で初来日し、『ノルマ』と『ラ・ファヴォリータ』を歌い、以降1973年の第7次NHKイタリア歌劇団では、『アイーダ』、1976年の第8次NHKイタリア歌劇団では、『カヴァレリア・ルスティカーナ』と『アドリアーナ・ルクヴルール』に出演し、NHKイタリア歌劇団の終盤における中心的な歌手として大活躍した。
2005年に生誕70周年を記念して、ベルギーや東京・大阪でリサイタルを行なった。